# Малий Яблунець
Ма́лий Яблуне́ць — село в Україні, у Звягельському районі Житомирської області. Населення становить 199 осіб.Входить до складу Ємільчинської селищної громади.

## Географія
Межує на північному сході з селом Сімаківкою, на південному сході з селищем Яблунець, на півдні з селом Великий Яблунець, на заході з селом Аполлонівкою, на північному заході з селом Степанівкою.

## Історія
У 1906 році — колонія Барашівської волості Житомирського повіту Волинської губернії. Відстань від повітового міста 88 верст, від волості 13. Дворів 46, мешканців 279.
У 1923—54 роках — адміністративний центр Малояблунецької сільської ради Барашівського району.

## Населення

### Мова
Розподіл населення за рідною мовою за даними перепису 2001 року:
| Мова       | Відсоток |
| ---------- | -------- |
| українська | 99,5%    |
| російська  | 0,5%     |